# عین فکان
عین فکان (به عربی: عين فكان) یک شهرداری در الجزایر است که در استان معسکر واقع شده‌است.
 عین فکان  ۱۰٬۵۷۳ نفر جمعیت دارد.